# Christian Ole Simonsen
Christian Ole Simonsen (* 25. April 2000 in Achim) ist ein deutscher Handballspieler.

## Karriere
Christian Ole Simonsen begann das Handballspielen 2011 beim HC Vorpommern-Greifswald. 2017 wechselte er zum SC DHfK Leipzig, wo er hauptsächlich in der 3. Liga auflief. In der Saison 2017/18 gab er aber bereits sein Debüt für das Bundesligateam. Im Februar 2021 unterschrieb er einen Vertrag ab Sommer 2021 beim Zweitligisten TSV Bayer Dormagen. Eine Woche später erhielt er zusätzlich ein Zweitspielrecht in Dormagen für die restliche Saison.